# Tremblay
Tremblay (en galó Trembia) era una comuna francesa situada en el departamento de Ille y Vilaine, de la región de Bretaña, que el 1 de enero de 2019 pasó a ser una comuna delegada de la comuna nueva de Val-Couesnon.

## Demografía
| 1 707 | 1 707 | 1 736 | 1 624 | 1 453 | 1 423 | 1 511 | 1 517 |
| Para los censos de 1962 a 1999 la población legal corresponde a la población sin duplicidades (Fuente: INSEE [Consultar]) |       |       |       |       |       |       |       |

## Réferencias
1. ↑  Worldpostalcodes.org, código postal n.º 35460.
2. ↑  INSEE, Datos de población para el año 2012 de Tremblay (en francés).